# Canton de Vaubecourt
Le canton de Vaubecourt est une ancienne division administrative française du département de la Meuse.
Le canton est créé en 1790 sous la Révolution française. À la suite du redécoupage cantonal de 2014, le canton est supprimé.

## Géographie
Ce canton est organisé autour du chef-lieu Vaubecourt et fait partie intégralement de l'arrondissement de Bar-le-Duc. Son altitude varie de 140 m (Noyers-Auzécourt) à 331 m (Courcelles-sur-Aire) pour une altitude moyenne de 223 m. Sa superficie est de 237,10 km2.

## Histoire
Le canton de Vaubecourt fait partie du district de Bar-sur-Ornain, créé par décret du 30 janvier 1790.
Après la suppression des districts en 1795, le canton intègre l'arrondissement de Bar-le-Duc lors de la création de celui-ci en 1801.
À la suite du redécoupage cantonal de 2014, le canton est supprimé. Toutes les communes se retrouvent intégrées dans le canton de Revigny-sur-Ornain.

## Composition
Le canton de Vaubecourt réunit les 12 communes de :
| Nom                    | Code Insee | Codepostal | Superficie (km2) | Population (dernière pop. légale) | Densité (hab./km2) |
| ---------------------- | ---------- | ---------- | ---------------- | --------------------------------- | ------------------ |
| Vaubecourt (chef-lieu) | 55532      | 55250      | 22,62            | 320 (2012)                        | 14                 |
| Chaumont-sur-Aire      | 55108      | 55260      | 9,92             | 153 (2012)                        | 15                 |
| Courcelles-sur-Aire    | 55128      | 55260      | 11,93            | 34 (2012)                         | 2,8                |
| Érize-la-Petite        | 55177      | 55260      | 7,18             | 68 (2012)                         | 9,5                |
| Les Hauts-de-Chée      | 55123      | 55000      | 50,17            | 745 (2012)                        | 15                 |
| Laheycourt             | 55271      | 55800      | 18,00            | 391 (2012)                        | 22                 |
| Lisle-en-Barrois       | 55295      | 55250      | 28,94            | 37 (2012)                         | 1,3                |
| Louppy-le-Château      | 55304      | 55800      | 18,76            | 163 (2012)                        | 8,7                |
| Noyers-Auzécourt       | 55388      | 55800      | 17,22            | 266 (2012)                        | 15                 |
| Rembercourt-Sommaisne  | 55423      | 55250      | 22,32            | 333 (2012)                        | 15                 |
| Sommeilles             | 55493      | 55800      | 18,81            | 202 (2012)                        | 11                 |
| Villotte-devant-Louppy | 55569      | 55250      | 11,23            | 157 (2012)                        | 14                 |

## Représentation

### Conseillers d'arrondissement (de 1833 à 1940)
| Période                                  | Période          | Identité                                        | Étiquette   | Qualité |
| ---------------------------------------- | ---------------- | ----------------------------------------------- | ----------- | --- |
| 1833                                     | 1839             | Jean Joseph Couchot-Picard                      |             | Maire de Louppy-le-Château                                                                                  |
| 1839                                     | 1845             | Jean Louis Lignot (1798-1854)                   |             | Notaire à Vaubecourt                                                                                        |
| 1845                                     | 1858             | Jules Hippolyte Drouet-Baudin                   |             | Propriétaire, maire d'Auzécourt                                                                             |
| 1858                                     | 1871             | Jean Célestin Ferdinand de L'Escale (1830-1909) |             | Juge de paix à Vaubecourt                                                                                   |
| 1871                                     | 1880             | Ferdinand Lamoureux (1825-1892)                 |             | Propriétaire rentier à Vaubecourt                                                                           |
| 1880                                     | 1887 (démission) | Auguste Anème Igier                             | Républicain | Marchand de bois, maire de Vaubecourt                                                                       |
| 1887                                     | 1893 (démission) | Alcide Bister                                   | Républicain | Négociant en phosphates, Revigny-sur-Ornain                                                                 |
| 1893                                     | 1907             | Pierre-Ernest Gervaise                          |             | Maire de Chaumont-sur-Aire                                                                                  |
| 1907                                     | 1919             | Edmé Louis Raymond Cochard                      |             | Notaire, Chaumont-sur-Aire                                                                                  |
| 1919                                     | 1926 (décès)     | Jules-Félix Nicole                              |             | Président de la succursale de la Caisse d'Epargne, marchand de bois, maire de Laheycourt                    |
| 1926                                     | 1940             | René Collet (1891-1972)                         |             | Agriculteur à Lisle-en-Barrois                                                                              |
| 1940                                     |                  |                                                 |             | Les conseils d'arrondissement ont été suspendus par la loi du 12 octobre 1940 et n'ont jamais été réactivés |
| Les données manquantes sont à compléter. |                  |                                                 |             | |

### Conseillers généraux de 1833 à 2015
| Période                                  | Période          | Identité                   | Étiquette                             | Qualité |
| ---------------------------------------- | ---------------- | -------------------------- | ------------------------------------- | --- |
| Les données manquantes sont à compléter. |                  |                            |                                       | |
| 1833                                     | 1845 (démission) | Charles Desaux             | Gauche modérée                        | Avocat à Bar-le-Duc, Avoué, Propriétaire à Mussey Député (avril à décembre 1848)                                                                                               |
| 1845                                     | 1858             | Claude Colson-Barisien     |                                       | Propriétaire à Érize-la-Petite, marchand de vin |
| 1858                                     | 1887 (décès)     | Claude Millon              | Majorité dynastique puis Centre droit | Avocat, Propriétaire Maire de Lisle-en-Barrois Député (1860-1870) |
| 1887                                     | 1893 (décès)     | Auguste Anème Igier        | Républicain                           | Marchand de bois, Vaubecourt Maire, conseiller d'arrondissement |
| 1893                                     | 1919             | Alcide Bister              | Républicain                           | Négociant en phosphates, Revigny-sur-Ornain, conseiller d'arrondissement |
| 1919                                     | 1926 (décès)     | Edmé Louis Raymond Cochard |                                       | Notaire, Chaumont-sur-Aire, conseiller d'arrondissement |
| 1926                                     | 1940             | Louis Courot               | AD-RG                                 | Agriculteur Maire d'Auzécourt (1919-1945) Sénateur (1935-1940) Nommé conseiller départemental en 1943                                                                          |
|                                          |                  |                            |                                       | |
| 1943                                     | 1945             | Jean Desoutter (1890-1989) |                                       | Ingénieur école centrale - Agriculteur Conseiller municipal de Noyers Membre de la Commission administrative départementale (1940-1943) Nommé conseiller départemental en 1943 |
|                                          |                  |                            |                                       | |
| 1945                                     | 1979             | Léon Courot                | DVD                                   | Agriculteur Maire d'Auzécourt (1945-) |
| 1979                                     | 2004             | Jean-Marie Farinet         | DVD                                   | Principal de collège Maire de Vaubecourt |
| 2004                                     | 2011             | Émile Thouvenin            | DVD                                   | Gérant de société Maire de Louppy-le-Château (2001-2014) |
| 2011                                     | 2015             | Olivier Poutrieux          | MoDem puis UDI                        | Agriculteur Maire de Rembercourt-Sommaisne (2008-2020) |

## Démographie
| 1962  | 1968  | 1975  | 1982  | 1990  | 1999  | 2006  | 2011  | 2012  |
| ----- | ----- | ----- | ----- | ----- | ----- | ----- | ----- | ----- |
| 3 686 | 3 339 | 2 973 | 2 994 | 2 965 | 2 802 | 2 776 | 2 855 | 2 869 |